# Tusa

Panorama von Tusa

Castello des Ortsteils Castel di Tusa

Tusa ist eine Stadt der Metropolitanstadt Messina in der Region Sizilien in Italien mit 2540 Einwohnern (Stand 31. Dezember 2023).

## Lage und Daten
Tusa liegt 166 km westlich von Messina und 95 km östlich von Palermo. Die Einwohner arbeiten hauptsächlich in der Landwirtschaft. Die Autobahnanschlussstelle Tusa liegt an der A20.
Zu den Ortsteilen gehören Castel di Tusa und Milianni. Die Nachbargemeinden sind Motta d’Affermo, Pettineo und San Mauro Castelverde (PA).

## Geschichte
Auf dem Gebiet von Tusa, kurz unterhalb der Stadt Richtung Norden, befinden sich die Ruinen des antiken Orts Halaesa. Halaesa wurde 403 v. Chr. gegründet. Nach der römischen Zeit war der Ort Sitz einer Diözese. Die Siedlung Ort wurde zu arabischer Zeit zerstört. Die Bevölkerung flüchtete in eine bereits existierende, höher gelegenen Siedlung, die heute der das Stadtzentrum bildet und durch Stadtmauern befestigt war. In der Zeit der normannischen Herrschaft wurde der Ort in eine Rocca mit Türmen umgewandelt. Danach wurde der Tusa von der Familie Ventimiglia aus Ventimiglia di Sicilia beherrscht. Im 20. Jahrhundert litt die Gemeinde unter starker Emigration. Während Tusa am Anfang des Jahrhunderts noch um die 7000 Einwohner besaß, sind es heute nur noch weniger als die Hälfte.

## Sehenswürdigkeiten
- Mittelalterlicher Stadtkern
- Die Ruinen der antiken Stadt Halaesa
- Chiesa Matrice, Kirche aus dem 16. Jahrhundert.
- Chiesa di San Giorgio, bereits 1454 erwähnte Kirche mit angeschlossenem Kloster der Benediktiner.
- Chiesa di San Leonardo, 1572 entstandene Kirche mit Kapuziner-Konvent. Enthält das Werk Santa Maria degli Angeli e sant von Durante Alberti (1580).
- Chiesa di San Nicola di Bari, Kirche aus dem 15. Jahrhundert.
- Chiesa di San Pietro, Kirche, um 1555 entstanden.
- Chiesa di Santa Caterina d’Alessandria, Kirche aus dem 16. Jahrhundert kurz außerhalb der Stadtmauern im Viertel Borgo. Wurde beim Erdbeben 1693 beschädigt und 1718 restauriert. Die Erdbeben von 1908 und 1968 hinterließen weitere Schäden, die später behoben wurden.
- Chiesa di Santa Lucia e Convento dei padri agostiniani del Santissimo Salvatore, Kirche und Konvent, beide 1530 gegründet.